# لواتسولو
لواتسولو (بالإيطالية: Loazzolo)‏ هي بلدة وبلدية في مقاطعة أستي في إقليم بييمونتي في جنوب إيطاليا.

## السكان
في سنة 1861 بلغ عدد السكان 894 نسمة، وتطور العدد ليصل في سنة 2011 لـ 337 نسمة.
يظهر هذا المخطط البياني تطور النمو السكاني لـ لواتسولو